# Scolelepis blakei
Scolelepis blakei är en ringmaskart som beskrevs av Hartmann-Schröder 1980. Scolelepis blakei ingår i släktet Scolelepis och familjen Spionidae. Inga underarter finns listade i Catalogue of Life.